# Стангелла
Стангелла (итал. Stanghella) — коммуна в Италии, располагается в провинции Падуя области Венеция.
Население составляет 4458 человек, плотность населения составляет 235 чел./км². Занимает площадь 19 км². Почтовый индекс — 35048. Телефонный код — 0425.
Покровительницей коммуны почитается святая Екатерина Александрийская, празднование 25 ноября.